# 迈尔斯·斯图尔特
迈尔斯·斯图尔特（英語：Miles Stewart，1971年5月4日—），澳大利亚男子铁人三项运动员。他曾代表澳大利亚参加2002年英联邦运动会铁人三项比赛，获得一枚银牌。他也曾参加2000年夏季奥运会。